# Brooke Logan
Brooke Logan – fikcyjna postać z opery mydlanej Moda na sukces. W rolę Brooke wciela się Katherine Kelly Lang. Tymczasowo, zastępowały ją Catherine Hickland (1987) oraz Sandra Ferguson (1997). Postać pojawiła się w ponad 4000 odcinków.

## Charakterystyka
Z wykształcenia chemiczka, zajmowała różne stanowiska w domu mody Forrester Creations. Kilkakrotnie brała ślub z Ridge’em Forresterem, była związana także m.in. z Erikiem Forresterem. Przed długi czas rywalizowała ze Stephanie Forrester i Taylor Hayes.